# Синт-Николас
Синт-Николас — четвёртый по величине город Арубы с населением 14 175 человек (2020). Находится в юго-восточной части острова Арубы в 19 км от Ораньестада. Является портовым городом.

## История
В 1874 году Уотерс Гравенхорст обнаружил на острове месторождения фосфатов. В 1879 году была создана компания «Aruba Phosphaat Maatschappij» (APM), которая занялась их добычей, для чего были привлечены рабочие с Кюрасао и Бонайре, а также группа итальянских рабочих. Добыча фосфатов привела к развитию поселения Синт-Николас, которое было выбрано в качестве порта для экспорта для добытых фосфатов. До этого поселение насчитывало лишь несколько рыбацких хижин, с началом работы APM оно обрело вид небольшой деревни, где могли отдохнуть моряки с заходящих на остров кораблей.
В порту был построен деревянный пирс, к которому на ослах доставляли фосфаты. В 1881 году из Англии и Нью-Йорка были доставлены новые материалы, из которых был построен железный причал в порту залива Синт-Николаса, благодаря чему он стал одним из самых современных для Карибских островов того времени. Для транспортировки фосфатов была построена шестикилометровая узкоколейная железная дорога. Работа APM велась вплоть до 1914 года, когда запасы всех месторождений на острове были исчерпаны и компания была закрыта.
В 1924 году Британская экваториальная нефтяная компания в лице её трёх представителей во главе с капитаном Робертом Роджером начала искать порт, подходящий для транспортировки нефти, которая добывалась в Венесуэле нефтяной компанией «Лаго». Так как в Кюрасао все порты были заняты другими компаниями, то выбор пал на порт в Синт-Николасе, который бездействовал со времён прекращения добычи фосфатов на Арубе. После двух недель пребывания в Синт-Николасе в доме семьи Эманов, было принято решение о строительстве перегоночной станции в Синт-Николасе.
С 1925 года была проведена работа по реконструкции порта, комплекс был официально открыт 17 ноября 1927 года. В декабре того же года губернатор колонии Кюрасао Брантьес сделал официальный визит в Синт-Николас, чтобы увидеть результаты работ. Выкупив дом Эманов, компания «Лаго» открыла в нём свой второй офис.
В феврале 1928 года было принято решение о строительстве нефтеперерабатывающего завода. В то же время был запущен проект строительства жилья для будущих сотрудников завода, к концу года была также завершена электростанция. В январе 1929 года завод был сдан в эксплуатацию, в первые годы в него было инвестировано 22 млн долларов.
Улучшение порта происходило также во время второй мировой войны, так как перерабатывающий завод был одним из крупнейших действующих в мире во время войны.
В 1986 году нефтеперерабатывающий завод «Лаго» был закрыт. В 1990 году компания «Coastal Oil Company» вновь запустила нефтеперерабатывающий завод, в 2004 году его владельцем стала компания из Техаса «Valero».

## Достопримечательности
Бар «Charlie’s Bar» работает с 1941 года и когда-то имел репутацию шумного места сбора моряков и работников нефтеперерабатывающего завода. Оформлен множеством старинных безделушек — стены бара украшают картины, визитные карточки и номерные знаки, с потолка свисают шляпы, летающие тарелки, спасательные жилеты, футболки различных спортивных команд.
Часть главной улицы Синт-Николаса была преобразована для прогулки и шопинга в магазинах, продающих сувениры, ремесленные изделия и местные закуски. В Синт-Николасе есть также небольшой природный мост меньше по размеру, чем мост в Андикури. Чтобы рассмотреть его необходимо доехать до конца дороги и пройти около 61 м пешком по лавовым и коралловым формированиям.
В городе расположена одна из первых водонапорных башен на Арубе — Сан-Николас, в настоящее время являющаяся музеем.